# ملاکه
ملاکه، روستایی از توابع بخش مرکزی شهرستان آبادان در استان خوزستان ایران است.

## جمعیت
این روستا در دهستان بهمنشیر جنوبی قرار دارد و براساسسرشماری عمومی نفوس و مسکن (۱۳۹۵)، جمعیت آن ۶۴۱ نفر (۱۹۹ خانوار) بوده‌است.